# HD 6869
HD 6869は、ほうおう座にある二重星である。

## 特徴
1834年9月6日にジョン・ハーシェルによって記録され、ニュージェネラルカタログにNGC 405として収録されたが、「極度に小さい、恒星状、7等級の恒星と同一」と記されている。
HD 6869が二重星であることを発見したのは、シドニー天文台のリチャード・セラーズとされる。二つの恒星は、ほぼ南北に1.2秒離れており、その位置関係は安定していて、連星ではないかと考えられる。ガイア衛星による年周視差、固有運動の観測結果も、それと矛盾しない。